# Monumento confederado de Bentonville
O Monumento confederado de Bentonville está instalado em Bentonville, Arkansas, Estados Unidos.

## Descrição e história
Colocada no centro de Square Park, a estátua de granito de 20 pés (6,1 m) de um soldado confederado em pé no descanso do desfile foi colocada pelas Filhas Unidas da Confederação em 1908. Uma placa posterior homenageia James Henderson Berry, um soldado confederado com o 16.º Regimento de Infantaria do Arkansas que mais tarde se tornaria o primeiro Governador do Arkansas do Condado de Benton. A inscrição diz: "Eles lutaram pelo lar e pela pátria. Seus nomes são divulgados no escudo de honra. O registro deles é com Deus".
A estátua foi fabricada em Bare, Vermont.
Embora o parque tenha sido entregue às Filhas Unidas da Confederação para uso como um parque em perpetuidade, o capítulo havia terminado antes de 1996. O condado de Benton assumiu o controle do parque e permitiu que a cidade de Bentonville assumisse o cuidado e a manutenção.
O monumento foi adicionado ao Registro Nacional de Lugares Históricos (NRHP) em 1996.
Após anos de controvérsia sobre monumentos confederados em todo o país, o monumento foi transferido da Bentonville Square para um parque privado perto do cemitério de Bentonville em setembro de 2020.